# Secretaria de Estado de Turismo do Distrito Federal
| Secretaria de Estado de Turismo do Distrito Federal                                                                                                |                           |
| SDC Eixo Monumental – Lote 05, Centro de Convenções Ulysses Guimarães – Ala Sul – 1º andar e Estádio Mané Garrincha https://www.turismo.df.gov.br/ |                           |
| Atual secretário | Cristiano Nogueira Araújo |

A Secretaria de Estado de Turismo é um dos órgãos da administração direta do Governo do Distrito Federal, no Brasil. Tem como competência para atuar na promoção do turismo, eventos e espetáculos, hotelaria e gastronomia, assim como capacitação de profissionais da área.

## Ver Também
- Governo do Distrito Federal
- Cristiano Nogueira Araújo
- Brasília